# Anna Müller-Herrmann
Anna Müller-Herrmann, född 1888, död 1975, var en fysioterapeut, gymnastiklärare, gymnastikteoretiker och grundare av gymnastikskolor. Hon utvecklade bland annat ”Pflegerische Gymnastik” (vård- eller läkegymnastik).

## Biografi
Anna Müller tog 1916 examen som gymnastiklärare. Hon fortsatte med en utbildning vid institutionen för klassisk gymnastik vid Mathilde Zimmer Stiftung och inledde ett samarbete med Mensendieck-eleven Louise Langgaard och Kallmeyer-eleven Hedwig von Rhoden.
Vid denna tid hade expressionistisk fridans blivit mode med Mary Wigman som ledande gestalt. Dansen syftade till att gestalta och uttrycka känslor och stämningar genom rörelse. I sitt arbete mötte Anna Müller detta och även tidens nya tankar om rörelse och olika gymnastikformer skapade av Bess Mensendieck, Rudolf Bode, Émile Jaques-Dalcroze, Dora Menzler och den antroposofiska Loheland-gymnastiken. År 1921 påbörjade pedagogen Adolf Koch en gymnastiklärarutbildning hos Anna Müller. Både hon och Dora Menzler influerades av Koch och Mary Wigman i synen på kropp och nakenhet.
Anna Müller gifte sig år 1922 med Christian Herrmann och fick en son. År 1922 grundade hon sin Anna-Herrmann-Schule - Ausbildungsinstitut für Pflegerische Gymnastik i Berlin-Eichkamp. Skolan deltog 1925 i filmen Kraft och skönhet.
År 1927 gifte hon sig med konstnären Josef Kölschbach från Köln. 
I Berlin stödde hon engagerat Adolf Kochs utbildningskoncept inom gymnastiken. Hon fick uppmärksamhet och höll 1932 ett radiotal i Berlin om Pflegerischen Gymnastik, som år 1935 etablerades inom Reichsverbandes Deutscher Turn-, Sport- und Gymnastiklehrer e.V. 
År 1943 förstördes hennes skola i Berlin i ett bombangrepp. Skolan flyttades till Freiburg im Breisgau. År 1947 öppnades en nationellt erkänd yrkesskola för gymnastik, Deutsche Sporthochschule, i Köln-Müngersdorf Stadium, 1956 ett institut i Kölns centrum och 1974 övertogs skolan av Heidi Bösen, en av hennes elever. Den blev därefter känd som Anna Herrmann Schule Köln, en yrkesskola för gymnastiklärare.
Anna Herrmann tillhörde den tredje generationen av kvinnor som deltog i arbetet med att skapa ett nytt slag av en kvinnogymnastik i Europa. Skolor med namnet Anna-Herrmann-Schule för utbildning av gymnastiklärare, gymnastik och kosmetik finns och har funnits i flera europeiska städer.